# Rutland-Nunatak
Der Rutland-Nunatak ist ein 2070 m hoher und kegelförmiger Nunatak mit einigen Felsvorsprüngen in der antarktischen Ross Dependency. Er ragt 16 km ostnordöstlich der Wilhoite-Nunatakker im westlichen Teil des Chapman-Schneefelds in den Churchill Mountains auf.
Das Advisory Committee on Antarctic Names benannte ihn 2003 nach der Kartographin Jane Rutland Brown, die von 1951 bis 1971 in der Abteilung für Speziallandkarten des United States Geological Survey tätig war.